# Rampur Bhawanipur
Rampur Bhawanipur – miasto w północnych Indiach w stanie Uttar Pradesh, na Nizinie Hindustańskiej.
Populacja miasta w 2001 roku wynosiła 11 303 mieszkańców.